# Turecko na Letních olympijských hrách 1956
Turecko se účastnilo Letní olympiády 1956 v australském Melbourne. Zastupovalo ho 13 sportovců (13 mužů a 0 žen) v 1 sportu.

## Medailisté
| Medaile | Jméno              | Sport | Soutěž                     |
| ------- | ------------------ | ----- | -------------------------- |
| Zlato   | Mithat Bayrak      | Zápas | muži řecko-římský do 78 kg |
| Zlato   | Mustafa Dağıstanlı | Zápas | muži volný styl do 57 kg   |
| Zlato   | Hamit Kaplan       | Zápas | muži volný styl nad 97 kg  |
| Stříbro | Rıza Doğan         | Zápas | muži řecko-římský do 70 kg |
| Stříbro | İbrahim Zengin     | Zápas | muži volný styl do 78 kg   |
| Bronz   | Dursun Ali Erbaş   | Zápas | muži řecko-římský do 52 kg |
| Bronz   | Hüseyin Akbaş      | Zápas | muži volný styl do 52 kg   |